# Ontherus mexicanus
Ontherus mexicanus är en skalbaggsart som beskrevs av Edgar von Harold 1868. Ontherus mexicanus ingår i släktet Ontherus och familjen bladhorningar. Inga underarter finns listade i Catalogue of Life.